# Petanqueregler
 Der er for få eller ingen kildehenvisninger i denne artikel, hvilket er et problem. Du kan hjælpe ved at angive troværdige kilder til de påstande, som fremføres i artiklen.

Petanquereglerne er enkle og spillet kræver ikke stor fysisk udfoldelse, men er mere taktisk og præcisionspræget. Der er lokale variationer på spillereglerne, men de her nævnte er almindeligt udbredte. 

## Udstyr
Til petanque skal bruges
- 2-3 petanquekugler pr. deltager
- En målkugle i træ; grisen
- Et velegnet underlag; grus, jord eller sand
- Evt. målebånd

## Forberedelse
Petanque kræver ikke den store forberedelse. Man kan spille overalt, hvor man har et stabilt underlag af enten grus, jord eller sand. Banen skal helst være helt plan, men er der enkelte huller, gør det blot spillet sværere. Spiller man i naturen, er det bedst at vælge en kraftig farvet ”gris”, da den ellers nemt bliver væk. 
Længden og bredden af banen afmærkes ved at streger tegnes på underlægget. En bane med konkurrencemål er 4x15 meter lang, men det vigtigste er, at banen ikke er for kort. I begge ender af banen tegnes en cirkel (min 35 cm, max 50 cm); her skal kasteren stå.

## Deltagere
Deltagerne deles i to hold. Er man 2 deltagere spilles en single med tre kugler hver. 4 deltagere spiller en double, også med tre kugler hver. 6 deltagere spiller triple med to kugler hver. Er man ulige antal, sørger man blot for, at holdene spiller med lige mange kugler; så har alle deltagere bare ikke samme antal kugler.
I en match kan laves mere end en deltagerkombination.

## Spillets gang
Grisen kastes frem af banen, minimum 6 meter og maksimum 10 meter. Kastes den kortere skal der kastes om, hvilket også er tilfældet, hvis den kastes ud af banen eller for tæt på kanten.
Når grisen er kastet, og kastet er godkendt, skal grisekasteren kaste den ene af sine petanquekugler. Det gælder om at komme så tæt på grisen som muligt. Som hovedregel er det taktisk bedst at placere sin første kugle lidt foran grisen.
Det andet hold kaster nu en kugle ad gangen, indtil holdet har fået placeret en kugle, som er tættest på grisen, hvorefter det er det første holds tur igen. Det er altså hele tiden det hold, der er længst fra grisen, som skal kaste. Når kun det ene hold har kugler tilbage, kaster de deres kugler en efter en.
Når alle kugler er kastet, har det hold, der ligger tættest på grisen, vundet omgangen.
Antallet af kugler, som er tættere på grisen end det andet holds bedst placerede kugle, svarer til det antal point, man får.
Næste omgang spilles fra den modsatte ende og indledes af vinderholdet, der igen kaster grisen ud fra en cirkel, som holdet trækker på banen. Man spiller, indtil det første hold har nået 13 point og dermed har vundet spillet. 
Matchen vindes af det hold, som vinder flest af de i alt fem kampe.

## Kastemetode
Der er kun én regel for, hvordan man må kaste kuglen: Det er ikke tilladt at kaste overhåndskast. Alle andre kastemåder er tilladt. Underhåndskast er den mest anvendte metode:  Man griber om kuglen med strakt arm og håndryggen vendt opad. Armen føres først bagud, så fremad i et følt og præcist kast. Kasteteknikken kan varieres alt efter underlag.
Det er også tilladt at prøve at ramme grisen, og således skyde den væk fra modstandernes kugler. Får man skudt grisen ud af banen, begynder omgangen forfra, dog begynder det andet hold. I nogle spilvariationer får man et ekstra point for at ramme grisen, i andre variationer mister man et point.